# TLC: Tables, Ladders & Chairs 2012
TLC: Tables, Ladders & Chairs 2012 was een professioneel worstel-pay-per-viewevenement dat geproduceerd werd door de WWE. Dit evenement was de vierde editie van TLC: Tables, Ladders & Chairs vond plaats in de Barclays Center in Brooklyn (New York) op 16 december 2012.

## Achtergrond
Op 26 november 2012 maakte WWE via haar website bekend dat er een wedstrijd plaatsvond tussen WWE Champion CM Punk en Ryan Reeves in een Tables, Ladders and Chairs match voor het WWE Championship. Een week later, op 4 december 2012, de WWE maakte bekend dat CM Punk niet in staat is om deel te nemen want hij onderging op diezelfde dag een knieoperatie. WWE-voorzitter Vince McMahon kondigde via de website aan dat de match veranderd werd in een Six-man Tables, Ladders and Chairs Tag Team match waarin Ryback samen met Team Hell No (Kane & Daniel Bryan) het opnemen tegen The Shield (Dean Ambrose, Seth Rollins & Roman Reigns).

## Matchen
| #                                                                            | Match | Winnaar(s)                                      |
| ---------------------------------------------------------------------------- | --- | ----------------------------------------------- |
| PS                                                                           | No. 1 Contender’s Diva battle royal | Naomi                                           |
| 1                                                                            | Rey Mysterio & Sin Cara vs. Rhodes Scholars in een Tag Team Tables match                                                                                         | Rhodes Scholars                                 |
| 2                                                                            | Antonio Cesaro vs. R-Truth in een een-op-eenmatch voor het WWE United States Championship                                                                        | Antonio Cesaro (c)                              |
| 3                                                                            | Kofi Kingston (c) vs. Wade Barrett in een een-op-eenmatch voor het WWE Intercontinental Championship                                                             | Kofi Kingston (c)                               |
| 4                                                                            | Ryback & Team Hell No (Kane & Daniel Bryan) vs. The Shield (Dean Ambrose, Seth Rollins & Roman Reigns) in een Six-man Tables, Ladders and Chairs Tag Team match. | The Shield                                      |
| 5                                                                            | Eve (c) vs. Naomi in een een-op-eenmatch voor het WWE Divas Championship                                                                                         | Eve (c)                                         |
| 6                                                                            | Big Show (c) vs. Sheamus in een Chairs match voor het World Heavyweight Championship                                                                             | Big Show (c)                                    |
| 7                                                                            | The Miz, Alberto Del Rio & The Brooklyn Brawler vs. 3MB (Heath Slater, Jinder Mahal & Drew McIntyre) in een Six-man tag team match                               | The Miz, Alberto Del Rio & The Brooklyn Brawler |
| 8                                                                            | John Cena vs. Dolph Ziggler in een Ladder match voor het 'Money In the Bank' koffer                                                                              | Dolph Ziggler                                   |
| (c) huidige kampioen voor en na de match \| (nc) nieuwe kampioen na de match | |                                                 |